# Número de Mersenne
Número de Mersenne é todo número natural da forma {\displaystyle M_{n}=2^{n}-1\,}, onde n é um número natural. Há mersennes não-primos e primos. Dos primeiros, há o mersenne nulo (M0 = 0) e o unitário (M1 = 1); demais, compostos e ímpares. Nos mersennes primos há maior interesse.
Uma nova descoberta:
Padrão de distribuição dos expoentes dos números primos de Mersenne módulo 12
Congruência 1 (mod 12): 21.15%
Congruência 5 (mod 12): 40.38%
Congruência 7 (mod 12): 25.00%
Congruência 11 (mod 12): 9.62%
Números separados por congruência (mod 12):
Congruência 1: [13, 61, 2281, 3217, 23209, 44497, 132049, 13466917, 30402457, 42643801, 74207281]
Congruência 5: [5, 17, 89, 521, 4253, 9689, 9941, 11213, 19937, 21701, 859433, 1398269, 2976221, 3021377, 6972593, 32582657, 43112609, 57885161, 77232917, 82589933, 136279841]
Congruência 7: [7, 19, 31, 127, 607, 1279, 2203, 4423, 110503, 216091, 1257787, 20996011, 24036583]
Congruência 11: [107, 86243, 756839, 25964951, 37156667]
E todos os primos Mercenne maiores que 5 são congruentes a 7 módulo 12

## Marin Mersenne
Chamam-se assim tais números em homenagem ao seu mais ilustre estudioso, Marin Mersenne (Oizé, 8 de setembro de 1588 - Paris, 1 de setembro de 1648), matemático, teórico musical, padre mínimo, teólogo e filósofo francês. Dos estudos matemáticos, em especial na teoria dos números, Mersenne ficou conhecido sobretudo pelas suas contribuições relativas aos chamados primos de Mersenne.

## Série e partições
Eis o início da série de Mersenne, com o termo geral:
Mn = {0, 1, 3, 7, 15, 31, 63, 127, 255, 511, 1.023, 2.047, 4.095, 8.191, 16.383, 32.767, 65.535, 131.071, 262.143, 524.287, ..., 2 n – 1}.
Um subconjunto particularmente interessante é o constituído pelos números de Mersenne que são também primos: os primos de Mersenne. Entretanto, convém observar desde logo que nem todo número de Mersenne é primo, assim como nem todo número primo é de Mersenne. Com efeito, da amostra da série de Mersenne acima exibida, constata-se que:
1. A partição A = {3, 7, 31, 127, 8.191, 131.071, 524.287, ... /ainda sem termo geral/} é de números de Mersenne que são primos;
2. A partição complementar B = {0, 1, 15, 63, 255, 511, 1.023, 2.047, 4.095, 16.383, 32.767, 65.535, 262.143, ..., 2 n – 1 (desde que não primo)} é de números de Mersenne que não são primos. Entre eles, acham-se:

a) o número zero, que é número composto e número par;
b) o número um, que é singular e número ímpar;
c) os demais números, que são todos simultaneamente números compostos e números ímpares:
Eis alguns em fatores primos: 15 = 3 x 5; 63 = 3 x 3 x 7; 255 = 3 x 5 x 17; 511 = 7 x 73; ... 262.143 = 3 x 3 x 3 x 7 x 19 x 73.

## Propriedades
Números de Mersenne exibem propriedades extremamente interessantes à teoria dos números, no domínio da Matemática pura.
Pela própria definição, já que o expoente "n" é número natural (zero incluído), nota-se, de imediato, por indução simples, que, à exceção de M0 = 0 (pois, número par), todos os demais números de Mersenne são necessariamente números ímpares, como é de fácil constatação. Com efeito, já que 2 n é sempre número par, ao se lhe subtrair o número um, resultará sempre o ímpar imediatamente antecessor, com a única exceção verificada para n = 0, que resulta M0 = 2 0 – 1 = 1 – 1 = 0, como previamente anunciado e, sem mais, par.
Números de Mersenne, de forma semelhante a números primos, exibem peculiaridades extraordinariamente instigantes. Guardam, ambos os gêneros de números, entre outras singularidades excepcionais, a seguinte: tanto os mersennes como os primos são, quase-todos ao infinito, números ímpares, à exceção de um número apenas em cada gênero, característico, diferente, especial e — notavelmente — número par:
1. o número 0 (número zero) é o único número de Mersenne que é número par; todos os demais são números ímpares;
2. o número 2 (número dois) é o único número primo que é número par; todos os demais são números ímpares;

Há, pois, esse notável "parentesco" entre mersennes e primos, com resultados também notáveis: ambos "admitem" um único número par.
A sentença matemática que define um número de Mersenne acha-se em vários domínios: em vários ramos da Matemática pura e Matemática aplicada, na Informática etc.. Isso justifica o enorme interesse que despertam o estudo e a progressiva construção da série de Mersenne.
Todos os Números de Mersenne não nulos são resultados válidos da soma dos termos da progressão geométrica:
```

  

    

      

        

          
S

          

            
n

          

        

        
=

        

          
∑

          

            
i

            
=

            
1

          

          

            
n

          

        

        

          
a

          

            
1

          

        

        

          
q

          

            
i

            
−

            
1

          

        

        
=

        

          
a

          

            
1

          

        

        
+

        

          
a

          

            
1

          

        

        
q

        
+

        

          
a

          

            
1

          

        

        

          
q

          

            
2

          

        

        
+

        
…

        
+

        

          
a

          

            
1

          

        

        

          
q

          

            
n

            
−

            
1

          

        

        
.

      

    

    
{\displaystyle S_{n}=\sum _{i=1}^{n}a_{1}q^{i-1}=a_{1}+a_{1}q+a_{1}q^{2}+\ldots +a_{1}q^{n-1}.}

  

```

Onde {\displaystyle a_{1}=1} e {\displaystyle q=2}